# Montferrier
Montferrier (okzitanisch Montferrièr) ist eine französische Gemeinde mit 544 Einwohnern (Stand 1. Januar 2022) im Département Ariège in der Region Okzitanien. Sie gehört zum Kanton Pays d’Olmes und zum Arrondissement Pamiers.
Nachbargemeinden sind Nalzen im Nordwesten, Roquefixade im Norden, Villeneuve-d’Olmes und Bénaix im Nordosten, Montségur im Osten, Axiat und Appy im Südosten, Caychax-et-Senconac im Süden, Cazenave-Serres-et-Allens im Südwesten und Freychenet im Westen.

## Bevölkerungsentwicklung
| Jahr      | 1962 | 1968 | 1975 | 1982 | 1990 | 1999 | 2008 | 2015 |
| --------- | ---- | ---- | ---- | ---- | ---- | ---- | ---- | ---- |
| Einwohner | 812  | 742  | 735  | 733  | 748  | 664  | 647  | 508  |

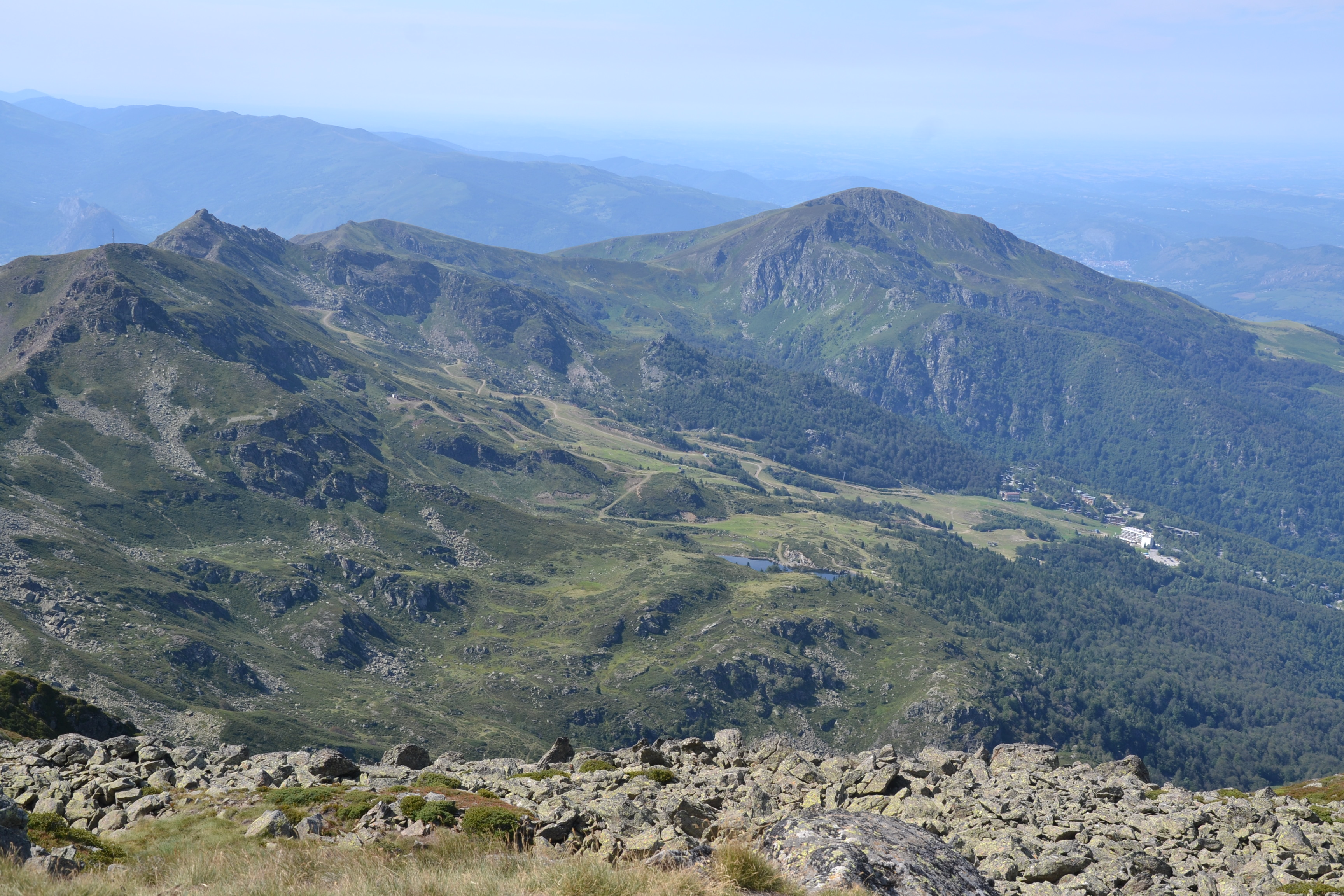
Monts d’Olmes bei Montferrier
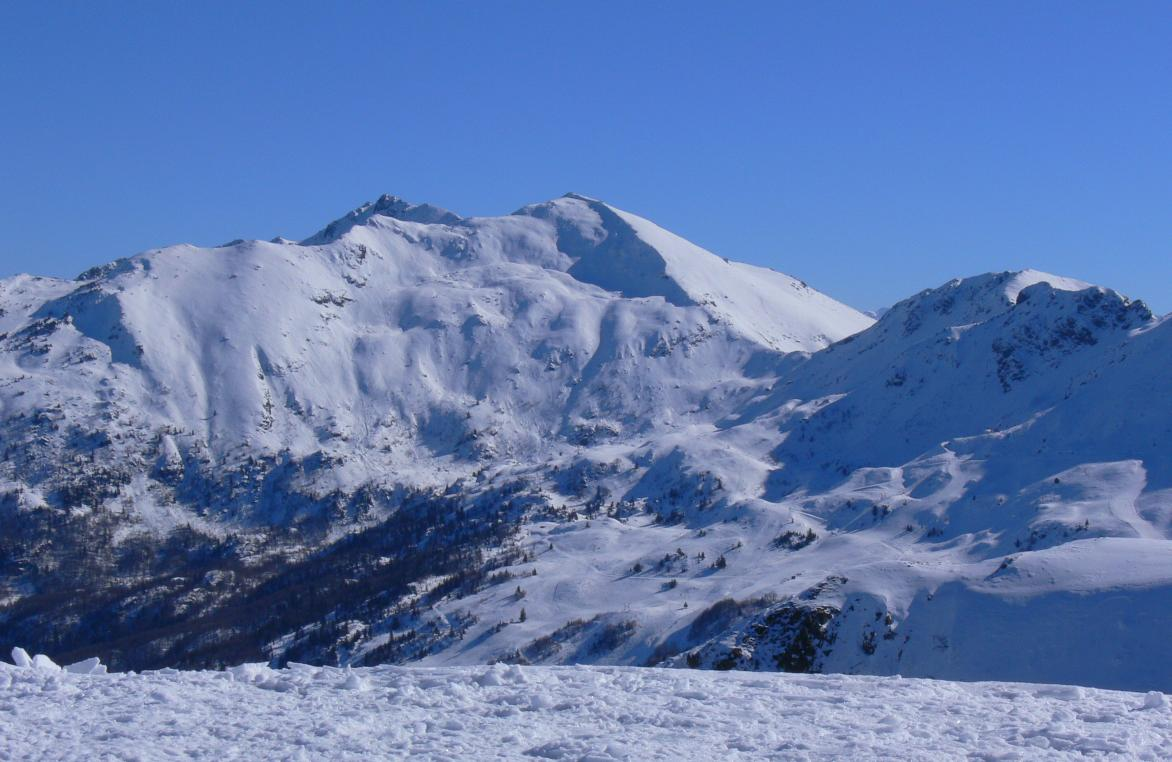
Erhebung Pic de Saint-Barthélemy zwischen Montségur und Montferrier